# Scapheremaeus tosaensis
Scapheremaeus tosaensis är en kvalsterart som beskrevs av K. Fujikawa 2005. Scapheremaeus tosaensis ingår i släktet Scapheremaeus och familjen Cymbaeremaeidae. Inga underarter finns listade i Catalogue of Life.